# West Milford (Wirginia Zachodnia)
West Milford – miasto w Stanach Zjednoczonych, w stanie Wirginia Zachodnia, w hrabstwie Harrison.